# 鶴谷剛
鶴谷 剛（つるや たけし、1978年5月1日 - ）は、日本の男性キックボクサー。東京都新宿区出身。ニュージャパンキックボクシング連盟OGUNI-GYM所属。東京都立世田谷泉高等学校（旧烏山工業高等学校）卒業。

## 来歴
2009年4月26日、高橋幸光と対戦し、ローキックとパンチで攻め込み、3-0の判定勝ちを収めた。
2011年1月23日、後半、MO刃KIの足が止まったところへパンチを集め、僅差の判定勝利を飾り、ランキング入りを確実にした。
2011年8月21日、3ラウンドで決着が付かず延長4ラウンドにて、藤鬥嘩裟の足が止まったところへパンチを集め僅差での判定勝利を収めた。
2012年4月29日、1・2R、パンチとローで手数を増やし右ロー、左ボディ、右ストレートを当てる。3R、竜宜がパンチで前に出るが、鶴谷は膝蹴りと右ローを当て、判定勝利した。。
2012年6月24日、 右ストレートを当てて応戦するも、鈴木が右ストレートから左右の連打や左ボディを織り交ぜながらパンチのコンビネーションで攻め有利な展開になる。鶴谷も右ストレートやバックヒジを狙い、終了直前にはヒジで鈴木の右目尻を切も反撃及ばず、同門対決で敗北を喫した。。
2012年8月26日、試合は序盤から左右にローを打ち分け有利に立つが、終盤苦しい場面が多々見られた。しかし持ち前の粘り強さで持ち直し勝利した。
2013年2月17日、課題のスタミナを克服し、終始リードを保ち判定勝利した。

## 人物
アウトファイターであり、粘り強い戦い方を得意とする。

## 戦績

### キックボクシング
| キックボクシング 戦績 | キックボクシング 戦績 | キックボクシング 戦績 | キックボクシング 戦績 | キックボクシング 戦績 | キックボクシング 戦績 | キックボクシング 戦績 |
| --------------------- | --------------------- | --------------------- | --------------------- | --------------------- | --------------------- | --------------------- |
| 15 試合               | (T)KO                 | 判定                  | その他                | 引き分け              | 無効試合              |                       |
| 9 勝                  | 0                     | 9                     | 0                     | 0                     | 0                     |                       |
| 6 敗                  | 0                     | 6                     | 0                     | 0                     | 0                     |                       |

| 勝敗 | 対戦相手         | 試合結果                | 大会名                                                                     | 開催年月日     |
| ○    | 階勇弥           | 2分3R終了 判定3-0       | NJKF 2013 1st                                                              | 2013年2月17日  |
| ○    | TATSURO          | 2分3R終了 判定3-0       | 新日本キックBRAVE HEARTS 20                                                | 2012年8月26日  |
| ×    | 鈴木翔也         | 2分3R終了 判定0-3       | NJKF全階級トーナメント「NEW JAPAN WARS 2012」スーパーフェザー級2回戦       | 2012年6月24日  |
| ○    | 竜宜             | 2分3R終了 判定3-0       | NJKF全階級トーナメント「NEW JAPAN WARS 2012」スーパーフェザー級１回戦      | 2012年4月29日  |
| ×    | 大和大地         | 2分3R終了 判定0-3       | NJKF「NEW JAPAN BLOOD 10」                                                 | 2011年11月26日 |
| ○    | 藤鬥嘩裟         | 2分3R+延長R終了 判定3-0 | J-NETWORK「TIME to CHANGE the KICK by J-SPIRIT 4th」                       | 2011年8月21日  |
| ○    | ダイナマイト柿崎 | 2分3R終了 判定3-0       | ムエタイオープン                                                           | 2011年5月29日  |
| ○    | MO刃KI           | 2分3R終了 判定2-0       | ニュージャパンキックボクシング連盟「15周年記念シリーズ NEW JAPAN BLOOD 1」 | 2011年1月23日  |
| ×    | 一馬             | 2分3R終了 判定0-3       | Krush 〜Road to the CHAMPIONSHIP〜                                         | 2010年6月12日  |
| ×    | KEI              | 3R終了 判定0-3          | ムエタイオープン                                                           | 2010年3月7日   |
| ○    | 熊谷剛           | 3分3R終了 判定3-0       | ムエタイオープン                                                           | 2010年10月12日 |
| ○    | 鷹緋杜           | 3分3R終了 判定3-0       | ムエタイオープン                                                           | 2009年7月5日   |
| ○    | 高橋幸光         | 3R終了 判定3-0          | ムエタイオープン                                                           | 2009年4月26日  |
| ×    | 平山元樹         | 3R終了 判定0-3          | ブリザードジム興行                                                         | 2008年7月13日  |
| ×    | 高栖秀行         | 3R終了 判定0-2          | OGUNIl興行                                                                 | 2007年10月14日 |